# Митрополит црногорско-приморски Јоаникије II
Јоаникије II (световно Јован Мићовић; Велимље код Никшића, 20. април 1959) је архиепископ цетињски и митрополит црногорско-приморски. Бивши је епископ будимљанско-никшићки (2002—2021) и викарни епископ будимљански (1999—2002).
Његова почасна и литургијска титула гласи: архиепископ цетињски, митрополит црногорско-приморски, зетско-брдски и скендеријски и егзарх свештеног трона пећког.

## Биографија
Рођен је 20. априла 1959. године у насељу Велимље у Бањанима. Гимназију је завршио у Никшићу. Дипломирао је на Богословском факултету СПЦ у Београду 1990. године и апсолвирао филозофију на Филозофском факултету у Београду.
Замонашио се у манастиру Ћелија Пиперска 30. октобра 1990. године. Рукоположен је у чин јерођакона 7. фебруара 1991. године, а у чин јеромонаха 17. фебруара 1991. године, када је и постављен за в. д. настојатеља манастира Савина. Дана 1. септембра 1992. године постављен је за настојатеља Цетињског манастира, наставника и главног васпитача у новообновљеној Цетињској богословији. Септембра 1995. године унапређен је у чин протосинђела и постављен за в. д. ректора Цетињске богословије.
За викарног епископа будимљанског изабрао га је Свети архијерејски сабор СПЦ на редовном засједању маја мјесеца 1999. године. Хиротонисан је на Цетињу у чин епископа од стране Патријарха српског господина Павла, уз саслужење митрополита Амфилохија и још 12 архијереја, 3. јуна 1999. године.
На предлог Његовог високопреосвештенства митрополита црногорско-приморског господина Амфилохија, Свети архијерејски сабор на свом редовном засједању маја мјесеца 2000. године, од дијела Митрополије црногорско-приморске васпоставио је бившу Захумско-рашку епархију, изниклу из светосавске Будимљанске и потоње Будимљанско-полимске епархије.
Члан Светог Архијерејског Синода СПЦ био је у два мандата: од 2004. до 2006. године и од 2012. до 2014. године.
Власти у Црној Гори ухапсиле су увече 12. маја 2020. године епископа Јоаникија заједно са још седам свештеника, што је изазвало немире и сукобе демонстраната и полиције.
Након смрти митрополита Амфилохија постао је администратор Митрополије црногорско-приморске, а 29. маја 2021. године Свети архијерејски сабор СПЦ изабрао га је за новог митрополита црногорско-приморског. Устоличен је на Цетињу 5. септембра 2021. године уз присуство његове светости патријарха српског Порфирија. Демонстранти који су се противили устоличењу поставили су барикаде на улазу у град, због чега су патријарх и митрополит од Подгорице до Цетињског манастира дошли хеликоптером, са полицијском пратњом.

## Дела
- Мићовић, Јоаникије (2019). Свјетлост свијетли у тами. Београд, Никшић: Свевиђе, Штампар Макарије. ISBN 978-9940-753-01-6.